# HMS New Zealand (1911)
HMS New Zealand − brytyjski krążownik liniowy typu Indefatigable z okresu I wojny światowej. Jego budowa, sfinansowana przez rząd dominium Nowej Zelandii, rozpoczęła się w 1910 roku, a wcielenie do służby w Royal Navy nastąpiło w 1912 roku. Przed wybuchem wojny okręt odbył rejs dookoła świata, odwiedzając również kraj, od którego otrzymał nazwę.
Podczas I wojny światowej „New Zealand” wchodził w skład Grand Fleet, biorąc udział w jej akcjach bojowych: zwycięskich bitwach koło Helgolandu w 1914 i na Dogger Bank w 1915 roku oraz największym starciu flot tamtych czasów: bitwie jutlandzkiej w 1916 roku. We wszystkich swych akcjach bojowych okazał się szczęśliwym okrętem: został trafiony tylko jeden raz, podczas bitwy jutlandzkiej, i żaden z członków jego załogi nie odniósł obrażeń.
Po zakończeniu wojny krążownik odbył drugą długo trwającą podróż, z admirałem Johnem Jellicoe na pokładzie, ponownie zawijając do Nowej Zelandii. Celem rejsu była inspekcja stanu obrony w dominiach. W 1920 roku został przeniesiony do rezerwy, po czym ostatecznie skreślony ze stanu floty w kwietniu 1922 roku, w wykonaniu ustaleń konferencji waszyngtońskiej. W grudniu tegoż roku sprzedano go stoczni złomowej w Rosyth.

## Zamówienie i budowa
Po wybudowaniu w brytyjskich stoczniach pierwszych trzech krążowników liniowych (klasyfikowanych do końca 1911 roku jako wielkie krążowniki pancerne) typu Invincible i na wieść o rozpoczęciu przez najgroźniejszego rywala – Cesarstwo Niemieckie – budowy zbliżonego konstrukcyjnie okrętu „Von der Tann”, Admiralicja przeforsowała rozpoczęcie prac stoczniowych nad kolejną jednostką tej klasy, „Indefatigable”, według nieco tylko zmodyfikowanego projektu. Główną różnicą było nieznaczne wydłużenie kadłuba i co za tym idzie zwiększenie wyporności, skutkujące w wyglądzie zewnętrznym oddaleniem od siebie wież artyleryjskich umieszczonych diagonalnie na śródokręciu, co teoretycznie pozwalało im strzelać ponad pokładem na przeciwległą burtę.
W 1908 roku Parlament Zjednoczonego Królestwa dokonał znaczącej redukcji wydatków na zbrojenia morskie, anulując przyjęty wcześniej program budowy dużej liczby okrętów. W obliczu kryzysu ówczesny Pierwszy Lord Morski Admiralicji, admirał John Fisher, planował stworzenie czterech jednostek floty (każdej składającej się z wielkiego krążownika, trzech krążowników lekkich i kilku mniejszych okrętów) współfinansowanych przez dominia: Australię, Kanadę, Nową Zelandię oraz kolonie brytyjskie w południowej Afryce i przeznaczonych do służby kolonialnej. Jednak Kanada i kolonie afrykańskie odrzuciły ten projekt, nieco później ich stanowisko podzieliła również Nowa Zelandia. W tej sytuacji premier autonomicznego rządu Nowej Zelandii, sir Joseph Ward, zaproponował sfinansowanie przez społeczeństwo dominium jednego lub w razie konieczności dwóch dużych okrętów dla brytyjskiej floty. Oferta ta została zaaprobowana przez rząd brytyjski i 20 czerwca 1910 roku w stoczni Fairfield w Govan położono stępkę pod jednostkę powtarzającą projekt Indefatigable, z nieznacznymi tylko zmianami. 
Wodowanie krążownika odbyło się 1 lipca 1911 roku. Na cześć kraju fundatora okręt otrzymał nazwę „New Zealand”, użytą po raz drugi w historii Royal Navy (pierwszą jednostką był przeddrednot należący do typu King Edward VII, w służbie od 1905 roku). Aby zwolnić nazwę dla nowego okrętu, stary przemianowano na „Zealandia”. 19 listopada 1912 roku w pełni wyposażony okręt został przejęty w Govan przez szkieletową załogę i przeprowadzony do Portsmouth, gdzie w cztery dni później oficjalnie wszedł w skład 1. Eskadry Krążowników Home Fleet. Pierwszym dowódcą został komandor Lionel Halsey. Wśród oficerów pierwszej załogi było trzech pochodzących z Nowej Zelandii: porucznicy David Boyle i R.C. Garsia oraz midszypmen H. Anderson.

## Opis konstrukcji
Długość całkowita „New Zealand” wynosiła 179,8 m, szerokość maksymalna 24,4 m. Wyporność konstrukcyjna wynosiła 18 500 ton angielskich (ts) a pełna 22 110 ts, średnie zanurzenie osiągało 8,1 m.
Siłownia okrętu była w zasadzie nieco wzmocnionym powtórzeniem rozwiązań zastosowanych na poprzednim typie Invincible. Główną różnicą w porównaniu z poprzednikami był brak osobnych turbin marszowych, które okazały się niepraktyczne w zastosowaniu. W dwóch oddzielnych maszynowniach zainstalowane zostały dwa zespoły turbin parowych systemu Parsonsa, każdy składający się z turbiny wysokiego i niskiego ciśnienia. Napędzały one bezpośrednio cztery wały napędowe ze śrubami o średnicy 10 stóp 10 cali (ok. 3,30 m) dla wałów zewnętrznych i 10 stóp 3 cali (ok. 3,12 m) dla wewnętrznych. Przy projektowanej mocy maszyn wynoszącej 44 000 shp, prędkość maksymalna miała wynosić 25 węzłów. Parę do turbin dostarczało 31 (według jednego ze źródeł 32) kotłów wodnorurkowych typu Babcock & Wilcox umieszczonych w pięciu kotłowniach. Zapas paliwa wynosił 3170 ton węgla i 840 ton mazutu, co pozwalało przepłynąć maksymalnie 6690 mil morskich przy prędkości ekonomicznej 10 węzłów. Podczas prób prędkości maksymalnej na mili pomiarowej Polperro „New Zealand” osiągnął 26,39 węzła przy mocy 49 048 shp. Według raportów z bitwy na Dogger Bank w 1915 roku siłownia okrętu uzyskała, przy pełnym zaangażowaniu obsługi, moc maksymalną przekraczającą 65 000 shp.
Głównym uzbrojeniem artyleryjskim „New Zealand” było osiem dział BL Mk X kal. 305 mm (12 cali) o długości lufy 45 kalibrów, umieszczonych w czterech wieżach artyleryjskich na podstawach typu BVIII*. Jedna z wież znajdowała się na pokładzie dziobowym, jedna na rufie, zaś dwie pozostałe diagonalnie na śródokręciu. Całość pochodziła z zakładów koncernu Vickersa. Zapas pocisków wynosił po 110 sztuk na działo. Artylerię średniego kalibru, przeznaczoną do zwalczania lżejszych okrętów, tworzyło 16 dział BL Mk VII kal. 102 mm (4 cale), zainstalowanych w kazamatach w nadbudówkach: sześć w dziobowej i dziesięć w rufowej (dwa z nich zostały zdemontowane w 1915 roku, jeszcze jedno w 1917 i cztery kolejne w styczniu 1919 roku). Na każde działo przypadało 100 sztuk amunicji. Uzbrojenie torpedowe składało się z dwóch podwodnych wyrzutni kal. 450 mm (18 cali), umieszczonych za wieżą „X”, z zapasem 12 torped. W październiku 1914 roku na „New Zealand” zamontowano jedno działo przeciwlotnicze kal. 76 mm (3 cale) i jedno Hotchkiss kal. 57 mm (6-funtowe), w czerwcu 1917 roku zamienione na działo kal. 102 mm. Pod koniec wojny na „New Zealand” i „Australii” na dachach wież artyleryjskich „P” i „Q” na śródokręciu zainstalowano platformy do startu samolotów i okręty otrzymały po jednym samolocie Sopwith Camel i Sopwith 1½ Strutter.
Opancerzenie okrętu, podobnie jak wszystkich brytyjskich krążowników liniowych, było zredukowane do niezbędnego minimum. Składało się ono z głównego pasa pancernego na burtach, rozciągającego się poza skrajne wieże artyleryjskie. Jego maksymalna grubość wynosiła 152 mm na śródokręciu, by zmniejszać się do 127 mm na wysokości barbet wież dziobowej i rufowej i 102 mm na końcach. Wieże i barbety miały pancerz o grubości maksymalnej 178 mm, bojowe stanowisko dowodzenia 254 mm. Opancerzenie poziome składało się z pokładów o grubości od 25 do 65 mm. Podwodną część kadłuba chroniła nieciągła gródź przeciwtorpedowa na wysokości magazynów amunicyjnych o grubości 64 mm. Całość wykonana była ze stali Kruppa: KC (Krupp Cemented) i KNC (Krupp Non-Cemented). Po bitwie jutlandzkiej dodatkowo pogrubiono o 25 mm pancerz poziomy w rejonie wież artyleryjskich.
Według projektu załoga krążownika miała liczyć 800 oficerów, podoficerów i marynarzy, faktycznie w początkach służby wynosiła 806, w warunkach wojennych szybko wzrosła do ponad tysiąca, by w 1919 roku spaść ponownie do 853 osób. W 1921 roku liczyła 1070 oficerów, podoficerów i marynarzy.

## Służba operacyjna

### Lata przedwojenne
6 lutego 1913 roku okręt wypłynął z Portsmouth w rejs, podczas którego miał okrążyć glob, prezentując brytyjską banderę w koloniach. Trasa wiodła przez Saint Vincent, Wyspę Wniebowstąpienia, Wyspę Świętej Heleny, Kapsztad, Durban i Melbourne do Wellington na Nowej Zelandii, gdzie przybył 12 kwietnia. Podczas pobytu na wodach nowozelandzkich krążownik opłynął obydwie główne wyspy, zawijając do niemal wszystkich portów. Liczba odwiedzających okręt wyniosła blisko pół miliona osób. W darze od jednego z maoryskich wodzów dowódca „New Zealand” otrzymał spódniczkę dla wojownika i naszyjnik z zielonych kamieni pounamu, z zapewnieniem, że o ile będzie nosił je na sobie podczas bitwy, załoga jego okrętu nie poniesie żadnych strat.
25 czerwca 1913 roku krążownik opuścił Auckland, kończąc tym samym nowozelandzki etap swojej podróży, po czym przez Suvę, Honolulu, Vancouver, Panamę, Callao, Valparaíso i cieśninę Magellana wpłynął z powrotem na Atlantyk. Wracając do Wielkiej Brytanii odwiedził jeszcze Montevideo, Rio de Janeiro oraz ważniejsze wyspy Morza Karaibskiego, by 8 grudnia 1913 roku wpłynąć do Devonport. Po krótkim pobycie w stoczni okręt został włączony w skład 1. Eskadry Krążowników Liniowych (1st Battlecruiser Squadron, 1 BCS), dowodzonej przez wiceadmirała Davida Beatty'ego, w której składzie w czerwcu 1914 roku odbył oficjalną wizytę w rosyjskim Kronsztadzie.
W kilkanaście dni po rozpoczęciu przez Wielką Brytanię działań wojennych, 19 sierpnia 1914 roku, krążownik dołączył do 2. Eskadry Krążowników Liniowych Grand Fleet.

### Bitwa koło Helgolandu

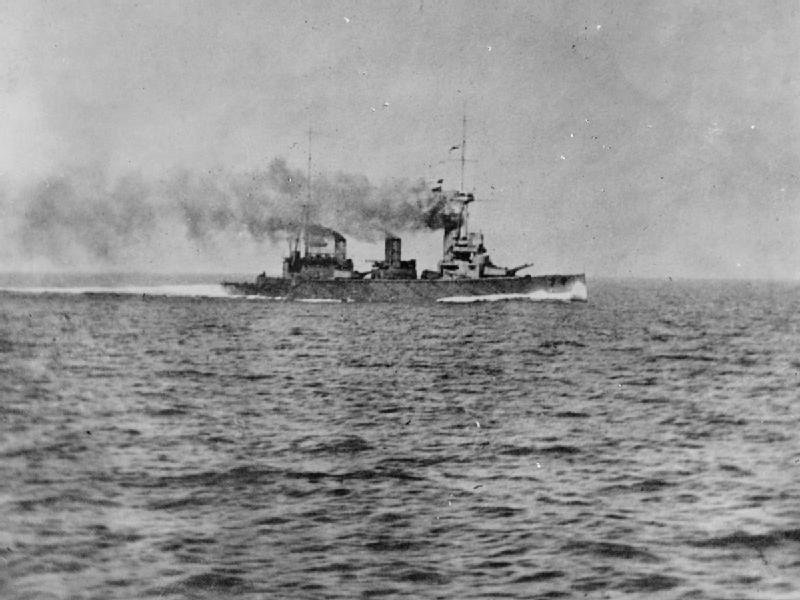
„New Zealand” w czasie bitwy koło Helgolandu

Pierwszym starciem zbrojnym z udziałem „New Zealand” była bitwa koło Helgolandu stoczona 28 sierpnia 1914 roku. Krążowniki liniowe dowodzone przez wiceadmirała Beatty'ego stanowiły według planu odwód sił lekkich operujących przeciwko flocie niemieckiej w Zatoce Helgolandzkiej. Wobec niekorzystnie rozwijającej się sytuacji podczas pierwszej fazy bitwy, gdy zespół Harwich Force komodora Reginalda Tyrwhitta znalazł się pod presją przeważających sił Kaiserliche Marine, admirał Beatty został wezwany na pomoc. Jego krążowniki liniowe weszły do akcji nie mając równorzędnych przeciwników, toteż szybko rozstrzygnęły losy starcia, zatapiając ogniem artyleryjskim dwa niemieckie krążowniki lekkie. Natychmiast po tym, gdy reszta okrętów niemieckich skryła się we mgle, admirał Beatty dał rozkaz powrotu, obawiając się możliwej interwencji ciężkich okrętów Hochseeflotte, stacjonujących na pobliskich kotwicowiskach.
Bitwa zakończyła się zdecydowanym zwycięstwem Royal Navy. Brytyjczycy stracili jedynie 35 zabitych i mieli poważnie uszkodzony krążownik lekki, podczas gdy straty wśród Niemców wyniosły 712 zabitych i 336 wziętych do niewoli marynarzy oraz trzy zatopione krążowniki i niszczyciel. Podczas bitwy koło Helgolandu „New Zealand” wchodził w skład tzw. Zespołu Krążowników K (ang. Cruiser Force K) pod dowództwem kontradmirała Archibalda Moore'a, który stanowił odwód i nie wziął bezpośredniego udziału w akcji artyleryjskiej.
1 września 1914 roku krążownik powrócił na krótko w skład 1. Eskadry Krążowników Liniowych. Wraz z nią wziął udział w nieudanej próbie przechwycenia niemieckich krążowników liniowych bombardujących Scarborough, Hartlepool i Whitby 16 grudnia 1914 roku. Cztery krążowniki liniowe admirała Beatty'ego i sześć drednotów 2. Eskadry Pancerników wiceadmirała George'a Warrendera, wspomagane przez siły lekkie, miały dzięki danym uzyskanym z przechwyconych i rozszyfrowanych niemieckich depesz radiowych doskonałą okazję do zaatakowania na korzystnych dla siebie warunkach eskadry kontradmirała Hippera. Nie została ona wykorzystana z powodu nadmiernej ostrożności i błędów w dowodzeniu. 15 stycznia 1915 roku HMS „New Zealand” powrócił do 2. Eskadry Krążowników Liniowych i został jej okrętem flagowym.

### Bitwa na Dogger Bank
W styczniu 1915 roku niemieckie dowództwo postanowiło zaatakować okręty brytyjskie patrolujące rejon Dogger Bank. Dowodzący Hochseeflotte admirał Friedrich von Ingenohl powierzył to zadanie 1. Grupie Rozpoznawczej kontradmirała Franza von Hippera, wzmocnionej czterema krążownikami lekkimi 2. Grupy Rozpoznawczej i 18 niszczycielami osłony. Eskadra niemiecka opuściła kotwicowisko 23 stycznia. Obok krążowników liniowych „Seydlitz”, „Derfflinger” i „Moltke” znalazł się w niej krążownik pancerny „Blücher”, wolniejszy i słabiej uzbrojony od pozostałych okrętów. Miały one zaatakować brytyjskie trawlery, łowiące ryby w rejonie ławicy oraz ich ewentualną eskortę, patrolującą akwen.
Dzięki wykryciu i rozszyfrowaniu niemieckich sygnałów radiowych brytyjska Admiralicja miała rozeznanie w planie działania i ruchach okrętów admirała Hippera. Przeciwko nim zostały wysłane krążowniki liniowe 1. i 2. Eskadry Krążowników Liniowych dowodzone przez admirała Davida Beatty'ego, 2. Eskadra Krążowników Lekkich komodora Williama Goodenougha oraz okręty Harwich Force komodora Tyrwhitta. Ogółem dysponowali oni pięcioma krążownikami liniowymi („Lion”, „Tiger”, „Princess Royal”, „New Zealand”, „Indomitable”), siedmioma krążownikami lekkimi i 35 niszczycielami.
Okręty obydwu stron nawiązały kontakt wzrokowy o godzinie 7.14 rano 24 stycznia 1915 roku. Brytyjskie krążowniki liniowe otworzyły ogień o 9.05, jako pierwszy cel obierając pozostający w tyle za resztą eskadry niemieckiej „Blücher”. W wyniku skoncentrowanego ognia krążownik pancerny zatonął o 12.13 wraz z 792 członkami załogi. Skupienie się Brytyjczyków na zniszczeniu najsłabszego z niemieckich okrętów pozwoliło pozostałym oderwać się od przeciwnika. Poważnie uszkodzony został „Seydlitz”, ponadto trafione zostały „Derfflinger” oraz lekki krążownik „Kolberg”. Po stronie brytyjskiej poważne uszkodzenia odniósł „Lion” i jeden z niszczycieli, lżejsze „Tiger”.
W bitwie na Dogger Bank „New Zealand” pełnił rolę okrętu flagowego dowódcy 2. Eskadry Krążowników Liniowych, kontradmirała Archibalda Moore'a. Będąc teoretycznie wolniejszym od „Wspaniałych kotów” 1. Eskadry admirała Beatty'ego, dzięki wysiłkom całej obsady siłowni, „New Zealand” osiągnął prędkość maksymalną ponad 26 węzłów, nie ustępując nowszym okrętom. Podczas całej bitwy artylerzyści krążownika wystrzelili 147 pocisków kal. 305 mm, przyczyniając się do zatopienia „Blüchera”, a brytyjski okręt nie poniósł żadnych szkód. 
Po bitwie na Dogger Bank nowe dowództwo Hochseeflotte zrezygnowało z wykorzystywania w akcjach bojowych dużych okrętów nawodnych, koncentrując się na działaniach U-Bootów. W efekcie także Grand Fleet, a wraz z nią krążowniki liniowe, zamiast działań bojowych, skupiła się na prowadzeniu manewrów, pozostając w gotowości na wypadek ewentualnego ataku.
Na przełomie stycznia i lutego 1915 roku nastąpiła reorganizacja jednostek krążowników liniowych Grand Fleet. Utworzona została Flota Krążowników Liniowych (ang.: Battle Cruiser Fleet) pod dowództwem admirała Beatty'ego oraz trzy eskadry krążowników liniowych. Dowódcą 2. Eskadry został wiceadmirał George Edwin Patey (8 marca został zastąpiony na stanowisku przez wiceadmirała Williama Pakenhama), który obrał za swój okręt flagowy bliźniaczą „Australię”. W tym czasie nastąpiła również zmiana na stanowisku dowódcy „New Zealand”, nowym został komandor J.E.F. Green. 22 kwietnia 1916 roku krążownik zderzył się z „Australią”, w wyniku czego spędził w stoczni remontowej najbliższy miesiąc. Drugi okręt bardziej ucierpiał w wyniku tej kolizji, jego naprawy trwały aż do 9 czerwca. Po powrocie do linii „New Zealand” przejął obowiązki okrętu flagowego 2. Eskadry Krążowników Liniowych i w tej roli wziął udział w bitwie jutlandzkiej.

### Bitwa jutlandzka
W dniach 31 maja i 1 czerwca 1916 roku na wodach Skagerraku odbyła się największa w czasie I wojny światowej bitwa morska, zwana bitwą jutlandzką (w historiografii niemieckiej bitwą na Skagerraku). Doszło do niej na skutek niemal równoczesnego podjęcia akcji zaczepnych przez Hochseeflotte i Grand Fleet. Krążowniki liniowe obydwu stron stanowiły awangardy zespołów floty i starły się jako pierwsze. Admirał Beatty dysponował w podległych mu 1. i 2. Eskadrze Krążowników Liniowych sześcioma okrętami tej klasy (flagowy „Lion”, „Tiger”, „Queen Mary”, „Princess Royal”, „New Zealand” i „Indefatigable”), transportowcem wodnosamolotów, 14 krążownikami lekkimi i 27 niszczycielami. W ślad za nimi podążały cztery nowoczesne drednoty typu Queen Elizabeth 5. Eskadry Pancerników admirała Hugh Evana-Thomasa.
Jako okręt flagowy 2. Eskadry Krążowników Liniowych w składzie Floty Krążowników Liniowych wiceadmirała Beatty'ego, „New Zealand” prowadził w początkowej fazie starcia pojedynek ogniowy z niemieckimi odpowiednikami: „Von der Tannem” i „Moltkem”, później z „Seydlitzem” oraz przeddrednotami „Schlesien” i „Schleswig-Holstein”. Zgodnie z tradycją, zapoczątkowaną przez komandora Halseya w bitwie koło Helgolandu i dla podniesienia morale przesądnych marynarzy, dowódca brytyjskiego okrętu był ubrany w maoryskie amulety. Przez cały czas starcia krążownik wystrzelił 420 pocisków z dział kal. 305 mm, najwięcej ze wszystkich zaangażowanych w bitwę okrętów. Według sporządzonych po bitwie raportów trafiły jedynie cztery z nich: trzy w „Seydlitza” i czwarty w jeden z przeddrednotów (jednak w jednym ze źródeł wyrażane są wątpliwości, czy artylerzystom krążownika można zaliczyć jakiekolwiek trafienia podczas bitwy jutlandzkiej, zaś inne przypisuje te trzy trafienia „Seydlitza” brytyjskim pancernikom „Hercules” i „St. Vincent”). „New Zealand” został trafiony tylko raz, jedyny podczas całej wojny, przez pocisk z „Von der Tanna”, lecz nikt z jego załogi nie odniósł obrażeń.
Niewielkie uszkodzenia (pocisk uderzył w barbetę wieży X, a jego odłamki czasowo zablokowały mechanizm obrotu wieży były usuwane w Rosyth do listopada 1916 roku, po czym krążownik dołączył czasowo do 1. Eskadry, by pod koniec miesiąca powrócić do 2. Eskadry i na powrót przejąć obowiązki jej okrętu flagowego.

### Służba po bitwie jutlandzkiej
Bitwa jutlandzka była ostatnią akcją bojową krążownika. Po zakończeniu działań wojennych „New Zealand” został w grudniu 1918 roku skierowany do stoczni remontowej, w celu przygotowania do odbycia długiego rejsu. W lutym 1919 roku, z admirałem Jellicoe i jego małżonką na pokładzie, dowodzony przez komandora Olivera E. Leggetta okręt wyruszył w podróż, której celem była inspekcja stanu obrony morskiej kolonii brytyjskich po zakończeniu wojny. Podczas rejsu okręt po raz drugi, owacyjnie witany, odwiedził Nową Zelandię.
Po powrocie do Wielkiej Brytanii w marcu 1920 roku krążownik został przeniesiony do rezerwy i ostatecznie, zgodnie z ustaleniami traktatu waszyngtońskiego, skreślony z listy floty 19 kwietnia 1922 roku. 19 grudnia tegoż roku sprzedano go stoczni złomowej w Rosyth.